# Friedrich Wunderlich
Friedrich Wunderlich (* 23. Januar 1896 in Plauen; † 9. Juli 1990 in Frankfurt am Main) war ein deutscher evangelisch-methodistischer Theologe, Bischof und Ökumeniker.

## Leben und Wirken
Wunderlich stammt aus einer alten methodistischen Familie. Auch sein Vater Engelbert war Prediger dieser Freikirche in Plauen. Nach Übersiedlung der Familie nach Berlin besuchte Friedrich das Königstädtische Gymnasium, legte aber sein Abitur in Zwickau ab, weil der Vater dort als Prediger tätig wurde. Als er seine Hochschulreife erlangt hatte, studierte er Philologie und Psychologie in Leipzig, woran sich Studien in den Fächern Theologie und Philosophie anschlossen. Auch in Evanston (Illinois, USA), wo er das methodistische Gemeindeleben kennenlernte, hörte er einige Semester lang Vorlesungen. Als Methodist interessierte ihn die Einbeziehung der Heranwachsenden in die Glaubenspraxis, und so verfasste er seine Dissertation zum Thema Sonntagsschule, einer Spezialität dieses Landes und wurde zum Doktor der Philosophie promoviert. Er besuchte in der Folgezeit auch Sonntagsschul-Kongresse. Wegen seiner Erfahrungen wurde er zum Jugendsekretär seiner Kirche berufen. Auch im Reichsausschuss der Jugendverbände betätigte er sich jugendpolitisch. Es folgte ein Gemeindepredigerdienst in Hamburg-Barmbek. Dort bekam seine geistliche Arbeit auch stark missionarischen Charakter zur Gewinnung nicht- oder andersgläubiger Menschen für die methodistische Frömmigkeit.
Im Jahre 1939 wurde Wunderlich an das Methodistische Seminar in Frankfurt am Main berufen, um dort das Fach Neues Testament zu lehren. Bald wurde er aber zur Wehrmacht eingezogen, konnte allerdings im Hinblick auf seine damaligen Erfahrungen – er war im Ersten Weltkrieg zur Betreuung der Einwohner von Verdun eingesetzt – auch jetzt wieder humanitäre Aufgaben gemäß seinem Glaubensverständnis ausüben. Als Hauptmann und stellvertretender Stadtkommandant der Stadt Zschopau verweigerte er im Mai 1945 den Befehl zur Sprengung der Brücke über die Zschopau. Nach seiner Rückkehr an sein Seminar wurde er 1948 zum Direktor bestimmt.
Wunderlich nahm an der Gründungsversammlung der Arbeitsgemeinschaft Christlicher Kirchen (ACK) teil. In den 1950er und 1960er Jahren war er der Präsident dieser ersten ökumenischen Arbeitsgemeinschaft von Freikirchen. Im Jahre 1953 wurde er zum Bischof des deutschen Sprengels der Methodistenkirche gewählt. Gern nahm er auch Bitten zu geistlichen Besuchen bei festlichen Anlässen wahr, wie bei der Einweihung der umgebauten Kirche der Gemeinde Hamburg-Eppendorf.
Ihm gelang es, bei den DDR-Behörden einen internationalen Status zu erwirken, so dass er als Vertreter der weltweiten »Methodist Church« seine westdeutschen wie auch die ostdeutschen Gemeinden vertreten konnte. Er konnte auch jährlich die Konferenztagungen leiten. Er nahm während seiner Dienstzeit als Delegierter der Methodist Church an zwei Vollversammlungen des Ökumenischen Rates der Kirchen teil: 1954 in Evanston/USA, und 1961 in Neu-Delhi/Indien. Als freikirchlicher Repräsentant gehörte er zu den Unterzeichnern des Aufrufs Brot für die Welt. Auch bei verschiedenen Evangelischen Kirchentagen – z. B. in Leipzig und in Köln – hielt Bischof Wunderlich Bibelarbeiten oder Vorträge. Bei zahlreichen Dienstreisen nach Asien, Afrika, Latein-Amerika und zu den Sitzungen des Bischofsrates seiner Kirche war er unterwegs. Wertvoll für seine Kirche war seine Tätigkeit nach dem Sieg der Revolution in Kuba, als es den US-amerikanischen Vertretern der Kirche von ihren staatlichen Behörden unmöglich gemacht wurde, die Insel zu besuchen und das kirchliche Leben zu ordnen. In seiner Dienstzeit kam es 1968 zur Vereinigung zwischen der Evangelical United Brethren Church und der Methodistenkirche zur United Methodist Church.
Wunderlich war Mitglied der Christlichen Friedenskonferenz, an deren ersten beiden Allchristlichen Friedensversammlungen 1961 und 1964 in Prag er beteiligt war. 1964 wurde er als Mitglied in deren Beratenden Ausschuss gewählt.
1968 trat Wunderlich in den Ruhestand. Zu seiner Verabschiedung waren seine Freunde Gordon Rupp und Martin Niemöller zugegen. Wegen des Ausfalls anderer Brüder übernahm der Bischof i. R. im Auftrag des Bischofsrates noch fast ein Jahr lang die Aufsicht über die Leitung der Gemeinden in Dänemark, Finnland, Schweden und Norwegen.
Wunderlich war verheiratet mit der aus Kassel stammenden Maria geb. Straube, die Medizin studiert hatte. In der Öffentlichkeit hat sie Stellung bezogen gegen Krieg, Ungerechtigkeit und atomare Bedrohung. Gleich ihrem Mann ist sie gesellschaftspolitisch in verschiedenen Organisationen engagiert gewesen. Im Bereich der UNO hat sie an verschiedenen Konferenzen der nichtregierungsamtlichen Organisationen teilgenommen. Sie starb 1980.
Nach dem Tod seiner Frau lebte Wunderlich zurückgezogen in seinem Frankfurter Haus, bis er sich zur Pflege in ein Heim begeben musste. Er starb im Alter von 94 Jahren.

## Ehrungen
- Ehrendoktorschaft 1952 von der de-Pauw-University, in Greencastle/Indiana (USA)
- Ehrendoktorschaft 1956 vom Birmingham Southern College in Alabama (USA)
- Ehrendoktorschaft 1963 vom Baldwin Wallace College in Berea, Ohio (USA)
- Wichern-Plakette 1968

## Werke
- Brückenbauer Gottes, Frankfurt a. M. : Anker-Verl., 1963
- Methodists linking two continents, Nashville [usw.] : Methodist Publishing House, 1960
- Gott gibt sein Volk nicht auf, Frankfurt a. M. : Anker-Verl., 1960
- Methodismus im weiten Raum der Welt, Frankfurt a. M. : Anker-Verl., 1956
- Aus den Kindheitstagen der Menschheit, Bremen : Anker-Verlag, [1930], 2. Aufl.
- Mit Johannes in der Gefolgschaft Jesu, Bremen : [Buchh. u. Verl. d. Traktathauses], 1929, 2. Aufl.
- In Ägypten, Bremen : Buchh. u. Verlag d. Traktathauses, [1923]
- Die Bedeutung der Sonntagsschule für das kirchliche Leben in den Vereinigten Staaten, o. O., o. J.
- Von Bethlehem bis Golgatha, Bremen : Anker-Verlag, 2. Aufl.